# Тимофеев, Игорь Александрович
Тимофее́в Игорь Алекса́ндрович (р. 19.05.1940, Чебоксары) — советский и российский электротехник, металлург, доктор технических наук, профессор кафедры машиноведения Технолого-экономического факультета Чувашского государственного педагогического университета.

## Биография
- В 1960 году окончил Чебоксарский электромеханический техникум,
- В 1968 году — Кировский государственный университет,
- В 1978 году — аспирантуру Калининского государственного университета,
- В 1982 году защитил кандидатскую диссертацию на тему «Исследование режимов прессования и спекания материалов для магнитопроводов с целью повышения эксплуатационных свойств»[3].
- В 2008 году — докторантуру Московского энергетического института.
- 1961—1976 — старший инженер-исследователь в Чувашском электротехническом НИИ (с 1969 ВНИИР) релестроения.
- 1976—1983 — старший научный сотрудник, декан факультета довузовской подготовки Калининского государственного университета.

С 1983 в ЧГПИ (с 1998 университет): стар. преподаватель, доцент, декан факультета дополнительных педагогических профессий, профессор (2011).
В 2009 защитил докторскую диссертацию на тему «Разработка технологий изготовления порошковых магнитных материалов для электротехнических изделий».

## Научная деятельность
С 1965 г. исследовал возможность замены контактов серебра Ср 99,99 на контакты, выполненные из наиболее распространенных в природе металлов, результатом работ стало внедрение металлокерамических контактов СН-30, СН-40, СОК-15, СОК-15М взамен контактов из серебра на магнитных пускателях ПМЕ-211 на Рижском машиностроительном, затем на Тырныаузском электроаппаратном и Смоленском гидравлическом заводах, что позволило сэкономить значительное количество драгоценного металла.
По заказу Министерства электротехнической промышленности впервые разработал отечественные пассажирские и грузовые лифты для высотных гражданских зданий и промышленных объектов страны.
Принимал участие в создании и испытании ряда электрических аппаратов: МК-1, РП-40, РПУ-0, РПУ-1, РПУ-4, ДПЭ-1014.2.
В 1998—2005 годах руководил работами в соответствии с Постановлением Правительства РФ от 25 января 1998 г. «О федеральной целевой программы „Энергосбережение России на 1998—2005 годы“». В настоящее время продолжает проектирование изделий на основе экономии электрической энергии и снижения потерь в электротехнических системах.
Внёс большой вклад в развитие теории и практики порошковой металлургии.

### Научные труды
Автор более 160 научных работ, 2 монографии, 19 изобретений.
- И. А. Тимофеев. Технология производства магнитных материалов и изделий. — М.: Изд-во МЭИ, 2004. — 175 с. — ISBN 5-7046-1156-7.
- И. А. Тимофеев. Электротехнические материалы и изделия. — Учебное пособие для студентов вузов. — СПб.: Лань, 2012. — 267 с. — ISBN 978-5-8114-1304-1.
- И. А. Тимофеев. Основы электротехники, электроники и автоматики. Лабораторный практикум. / Ред. Макаров С. В.. — Учебное пособие. — СПб.: Лань, 2016. — 196 с. — ISBN 978-5-8114-2264-7.

## Награды
- Благодарность Министерства образования России за успехи в труде, учебной и воспитательной работе (1999).
- Заслуженный работник образования Чувашской Республики (2001)